# Златарев, Крыстю
Крыстю Златарев (23 февраля 1864 — 16 апреля 1925) болгарский военный деятель, генерал-лейтенант.

## Биография
Родился в 1864 году, в городе Охрид, в Македонии. В 1884 году окончил Военное училище в Софии и поступил на службу в болгарскую армию. В сербско-болгарской войне 1885 года, командовал пехотным батальоном. Во время боев у Сливницы был ранен, однако продолжал сражаться, за что был награждён орденом «За храбрость» IV степени.
После войны командовал различными пехотными подразделениями болгарской армии. Во время Первой Балканской войны командовал пехотным полком, который воевал в районе Чаталдже, Кыркларели. Златарев особо отличился при взятии турецкого форта во время Чаталджинской операции.
Во время Второй Балканской войны Златарев сражался против греческой армии. С 1914 года командующий пехотной бригадой. После того, как Болгария вступила в Первую мировую войну, в результате мобилизации была сформирована 11-я пехотная дивизия, командиром которой был назначен Златарев. 1 января 1916 года ему присвоено звание генерал-майор. После окончания войны, в 1919 году присвоено звание генерал-лейтенант.
Был убит во время взрыва Собора Святой Недели.

## Награды
- Орден «За храбрость» III и IV степени
- Орден «Святой Александр» IV и V степени
- Орден «За военные заслуги» II степени
- Орден «За Военные Заслуги» (Османская империя) (19.03.1917)

## Интересные факты
Именем Крыстю Златарева был назван пропускной пункт на границе Болгарии и Македонии.